# リトロリフレクター

3本のレーザー光に対するコーナーリフレクター(1)と 球形型のリトロリフレクター (2)の比較。ダークブルー部がミラーである。

リトロリフレクター（英：retroreflector）とは、入射した光を、入射方向と平行で、かつ反対の方向へと反射する装置もしくは面である。リトロリフレクター、再帰反射器、再帰反射材とも呼ばれる。代表的なものにコーナーリフレクターがある。
retroflector、cataphote とも呼ばれる。
鏡と異なり、入射角が0度でなくても光を光源へと反射することが可能である。
三次元的な直角構造や、円柱状や球状の反射能を持つ物体は、再帰性反射性を持つ。